# Comunanza
Comunanza é uma comuna italiana da região das Marcas, província de Ascoli Piceno, com cerca de 3 098 habitantes. Estende-se por uma área de 54 km², tendo uma densidade populacional de 57 hab/km². Faz fronteira com Amandola (FM), Force, Montefalcone Appennino (FM), Montefortino (FM), Montegallo, Montemonaco, Palmiano, Roccafluvione.

## Demografia
| Variação demográfica do município entre 1861 e 2011                               |
|                                                                                   |
| Fonte: Istituto Nazionale di Statistica (ISTAT) - Elaboração gráfica da Wikipedia |